# Premier livre de madrigaux (Carlo Gesualdo)
Pour les articles homonymes, voir Premier livre de madrigaux.

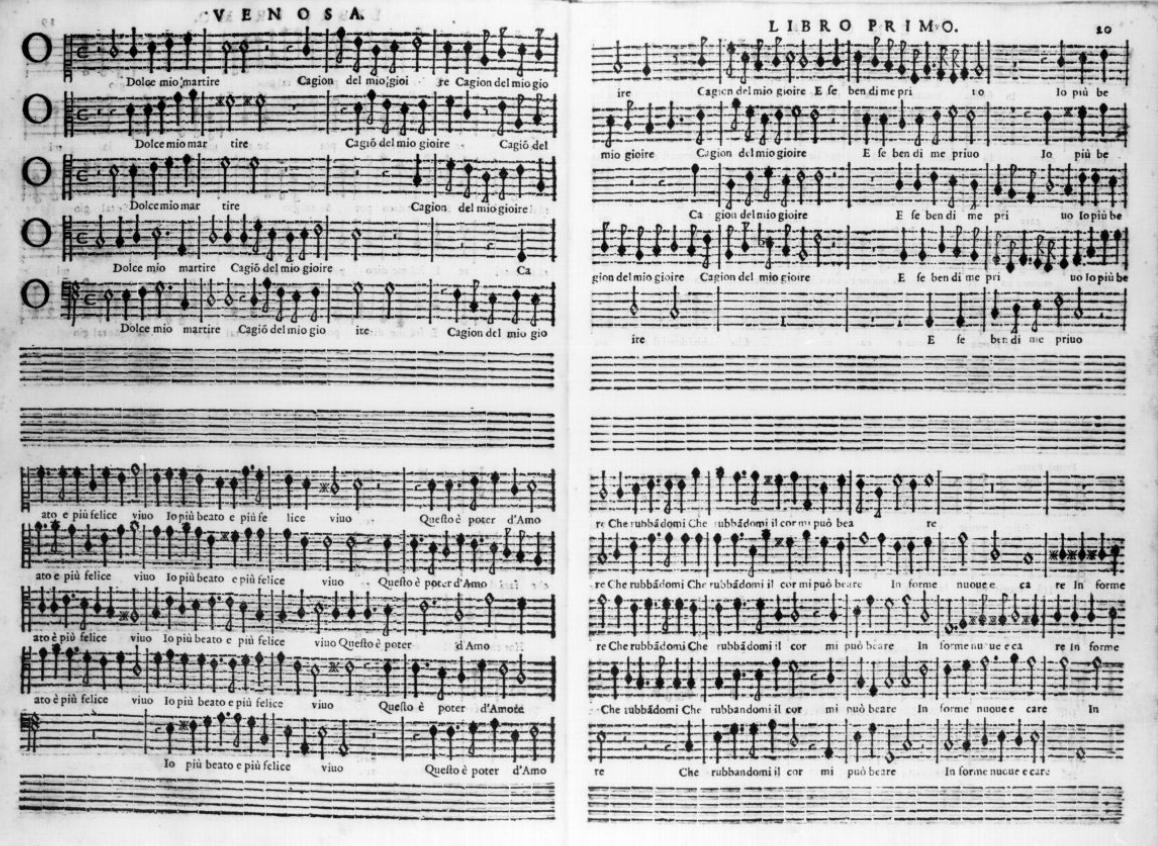
Début du madrigal O dolce mio martire, édition de 1613.

Le premier livre de madrigaux (titre original en italien, Madrigali del Venosa a cinque voci libro primo) est un recueil de seize madrigaux à cinq voix (dont cinq en deux parties) composés par Carlo Gesualdo en 1594 lors de son séjour à Ferrare. 
Les madrigaux sont composés sur des textes des poètes Giovanni Battista Guarini, Le Tasse Alessandro Gatti, Luigi Cassola, Filippo Alberti, Angelo Grillo, ainsi que des auteurs anonymes.

## Histoire
La publication du premier recueil de madrigaux de Carlo Gesualdo se situe, dans la vie du musicien, à l'époque de ses noces avec sa seconde épouse Leonora d'Este, cousine du duc de Ferrare Alphonse II d'Este, entre la fin 1593 et le début de l'année  1594. Les deux premiers livres de madrigaux, furent composés l'un à la suite de l'autre aux environs de 1580 à 1593, leurs compositions étant achevées avant 1594, ce qu'atteste une lettre du Comte Alfonso Fontanelli au duc de Ferrare, qui mentionne l'existence de « deux collections de musique à cinq voix ».  La dédicace du premier livre révèle que ce recueil de madrigaux fut imprimé une première fois sous le pseudonyme de Giuseppe Pilonij. Comme il est socialement impossible qu'un noble du rang de Gesualdo, qui est prince de Venosa, publie des madrigaux, il confie la réimpression du premier livre et l'édition du deuxième au compositeur et organiste Scipione Stella, qui les fait imprimer par Vittorio Baldini, imprimeur de la cour de Ferrare. Le premier livre est dédié au prince de Venosa en date du 10 mai 1594, il est publié à Ferrare après le deuxième livre.

## Effectif vocal
Les madrigaux sont composés pour cinq voix, à savoir le canto qui correspond à la voix supérieure, souvent tenue dans les interprétations modernes par une soprano, la deuxième voix,  l'alto (mezzo-soprano, contralto, ou contre-ténor), ensuite le tenore (ténor), le basso (basse), et le quinto. Cette dernière partie, n'équivaut pas à une tessiture précise, mais pouvait être chantée par une deuxième soprano, alto ou ténor selon les madrigaux, on désignait cette partie dans les traités musicaux du XVIe siècle sous la dénomination de vox vagans, signifiant « voix errante ».

## Les madrigaux
1. Baci soavi e cari – 1e partie (Giovanni Battista Guarini) 
 Quanto ha di dolce amore – 2e partie (Guarini)
2. Madonna, io ben vorrei
3. Com’esser può ch'io viva (Alessandro Gatti)
4. Gelo ha madonna il seno (Torquato Tasso)
5. Mentre madonna il lasso fianco posa – 1e partie (Tasso) 
 Ahi, troppo saggia ne l’errar felice – 2e partie (Tasso)
6. Se da sí nobil mano (Tasso)
7. Amor, pace non chero
8. Sí gioioso mi fanno i dolor miei (Cassola)
9. O dolce mio martire
10. Tirsi morir volea – 1e partie (Guarini) 
 Freno Tirsi il desio – 2e partie (Guarini)
11. Mentre mia stella, miri (Tasso)
12. Non mirar, non mirare (Alberti)
13. Questi leggiadri odorosetti fiori (Celiano)
14. Felice primavera – 1e partie (Tasso) 
 Danzan le ninfe oneste e i pastorelli – 2e partie (Tasso)
15. Son sí belle le rose (Celiano)
16. Bella Angioletta (Tasso)

## Style

### Poétique
Les poèmes choisis par le prince-compositeur révèlent une volonté de se mesurer à quelque sorte de « défi ». Tirsi Morir volea, par exemple, avait déjà fait l'objet d'une mise en musique par Luca Marenzio en 1580, Giaches de Wert en 1581, Philippe de Monte en 1586, Andrea Gabrieli en 1587, parmi une vingtaine de compositeurs.
Giovanni di Macque avait composé, en 1586, un madrigal O d'Amor opere rare. Gesualdo en conserve les trois derniers vers, et propose sa version poétique et musicale, qui témoigne déjà d'un goût pour l'alliance de souffrance et de plaisir qui marquera son œuvre de maturité.
| Texte original |  | Traduction française |
| --- |  | --- |
| 9. O dolce mio martire Cagion del moi gioire ! E se ben di me privo In piu beato e più felice vivo. Questo è poter d’Amore Che rubandomi il cor mi puo beare In forme nuove e care. |  | 9. ô mon doux martyre, Raison de ma jouissance ! Bien qu’étant privé de moi-même, Je vis plus béat et plus heureux. Tel est le pouvoir d’Amour Qui, en dérobant mon cœur, peut me ravir En des formes nouvelles et chères. |

### Musique
Le premier livre, s'inscrit dans un style madrigalesque traditionnel, loin des audaces chromatiques qui caractérisent ses derniers livres. Les vers sont courts (huit syllabes en moyenne) et accompagnés d'un motif musical où chaque syllabe est associé à une note, Gesualdo faisant rarement l'emploi de mélismes. Les madrigaux commencent souvent de manière homophone, les voix chantant le premier vers en tutti, ou bien à quatre voix. La brièveté des phrases chantées, l'absence de continuité dans les lignes musicales, due à sa pratique du  luth, donnent aux madrigaux de Gesualdo, selon les mots de Denis Arnold, « un style haché, haletant ».

## Éditions
Le premier livre de madrigaux connut plusieurs réimpressions, du vivant de son auteur. Comme pour tous les livres de madrigaux de Gesualdo, chacune des cinq voix était publiée séparément, ce qui faisait cinq cahiers par livre de madrigaux. Après la première édition de Ferrare par Vittorio Baldini, en 1594, il est réédité en 1603, 1604, 1608, 1613, 1616 et 1617. L'édition de 1616 inverse les deux livres, ainsi le premier livre devient le deuxième et vice versa. 
En 1613, après la mort du compositeur, l'édition de l'imprimeur Giuseppe Pavoni, supervisée par le maître de chapelle Simone Molinaro, a la particularité de réunir les cinq parties vocales dans un seul livre, cette édition servit de base aux éditions modernes publiée depuis, notamment dans l'ordre des madrigaux. L'édition moderne du premier livre fut comprise dans la publication de l'édition intégrale des œuvres de Gesualdo, de Wilhelm Weismann et Glenn Watkins, publiée dans la collection Deutscher Verlag für Musik en 1957-1967.

## Partition
- Madrigali del Venosa, a cinque voci libro secondo terzo impressione, Stampa del gardano, Venise 1617, imprimée par Bartholomeo Magni, [lire en ligne].Contrairement à ce que présente le titre, il s'agit de la réimpression du premier livre, de 1617
- Don Carlo Gesualdo di Venosa, Sämtliche Werke Volume : I : Madrigale, 1. Buch. Édité par Wilhelm Weismann. coll. Deutscher Verlag für Musik, Hambourg,  édition Breitkopf & Haertel, 1957-1967.

## Discographie
- Libro I de madrigali a cinque voci, Quintetto vocale italiano, direction Angelo Ephrikian. Arcophon ARCO-656 1969 , (réédition: Rivo Alto CRA 89121 1993);
- Don Carlo Gesualdo: Madrigali Libro 1, Kassiopeia Quintet, Globe 5221 2003;
- Carlo Gesualdo, madrigali libri I-III, Gesualdo Consort Amsterdam, direction Harry van der Kamp. CPO 777 138-2. 2005;
- Madrigals, Libro 1, Concerto delle Dame di Ferrara, direction Sergio Vartolo. Brilliant Classics 92635, 2007;
- Madrigals, Book 1, Delitiae Musicae, direction Marco Longhini. Naxos 8.570548 2010.